# The Knockout (film, 1925)

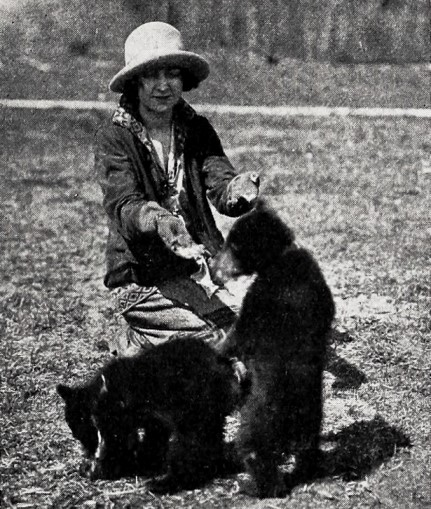
Extrait du film The Knockout (1925)

Pour les articles homonymes, voir The Knockout (homonymie).

The Knockout est un film américain de 1925 réalisé par Lambert Hillyer et dont le scénario écrit par Joseph F. Poland (en) et Earle Snell est tiré du roman The Come-Backde Morris De Camp Crawford.
Il est présumé perdu.

## Distribution
- Milton Sills : Sandy Donlin
- Lorna Duveen : Jean Farot, la fille
- John Kolb : Black Jack Ducane
- Ed Lawrence : Mike Leary
- Harry Cording : Steve McKenna
- Frank Evans : Brown
- Harlan Knight : John Farot
- Jed Prouty : 'Mac' MacMahon
- Claude King : J. van Dyke Parker
- Warren Cook : Dr Natter